# Кубок африканських націй 2019

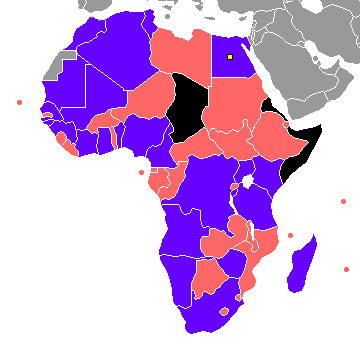
Кваліфікувались
Не кваліфікувались
Не брали участі
Не входять до КАФ

Кубок африканських націй 2019 — 32-й Кубок африканських націй, який відбувся протягом 21 червня—19 липня 2019 року у Єгипті. Турнір вперше проходив за новою формулою за участі 24 команд замість 16.
Переможцем змагання удруге в своїй історії стала збірна Алжиру, яка у фінальній грі здолала команду Сенегалу.

## Вибір країни-господарки турніру
24 січня 2014 року Виконавчий комітет КАФ оголосив, список з шести офіційних кандидатів на проведення Кубка африканських націй 2019 року — Алжир, Демократична Республіка Конго, Замбія, Камерун, Гвінея і Кот-д'Івуар. У порівнянні з попереднім списком кандидатів, опублікованим на початку 2013 року, відбулися значні зміни: від проведення турніру відмовилися Нігерія, Ліберія, Кенія разом з Угандою і Сенегал. Замість них боротьбу за проведення турніру розпочали Камерун, Гвінея і Кот-д'Івуар. У липні 2014 року ДР Конго зняло свою кандидатуру через проблеми безпеки з боку різних груп бойовиків, особливо в східній частині країни.
20 вересня 2014 року Виконавчий комітет КАФ оголосив, що турнір пройде в Камеруні, проте 30 листопада 2018 року КАФ позбавила країну такого права з огляду на недотримання організаторами термінів будівництва об'єктів інфраструктури. Було оголошено нову процедура країни-господарки чемпіонату: 8 січня 2019 року стало відомо, що право на проведення турніру здобув Єгипет — 16 голосів членів виконкому КАФ проти 1 за ПАР.

## Учасники
| Команда            | Метод кваліфікації   | Дата кваліфікації | Кількість участей | Остання участь | Найкращий виступ                                      |
| ------------------ | -------------------- | ----------------- | ----------------- | -------------- | ----------------------------------------------------- |
| Єгипет (господарі) | 2-ге місце в групі J | 16.10.18          | 24-та             | 2017           | Переможець (1957, 1959, 1986, 1998, 2006, 2008, 2010) |
| Мадагаскар         | 2-ге місце в групі A | 16.10.18          | 1-ша              | Дебют          | Дебют                                                 |
| Туніс              | 1-ше місце в групі J | 16.10.18          | 19-та             | 2017           | Переможець (2004)                                     |
| Сенегал            | 1-ше місце в групі A | 16.10.18          | 15-та             | 2017           | Фіналіст (2002)                                       |
| Марокко            | 1-ше місце в групі B | 17.11.18          | 17-та             | 2017           | Переможець (1976)                                     |
| Нігерія            | 1-ше місце в групі E | 17.11.18          | 18-та             | 2013           | Переможець (1980, 1994, 2013)                         |
| Уганда             | 1-ше місце в групі L | 17.11.18          | 7-ма              | 2017           | Фіналіст (1978)                                       |
| Малі               | 1-ше місце в групі C | 17.11.18          | 11-та             | 2017           | Фіналіст (1972)                                       |
| Гвінея             | 1-ше місце в групі H | 18.11.18          | 12-та             | 2015           | Фіналіст (1976)                                       |
| Алжир              | 1-ше місце в групі D | 18.11.18          | 18-та             | 2017           | Переможець (1990)                                     |
| Мавританія         | 2-ге місце в групі I | 18.11.18          | 1-ша              | Дебют          | Дебют                                                 |
| Кот-д'Івуар        | 2-ге місце в групі H | 18.11.18          | 23-тя             | 2017           | Переможець (1992, 2015)                               |
| Кенія              | 2-ге місце в групі F | 30.11.18          | 6-та              | 2004           | Груповий етап (1972, 1988, 1990, 1992, 2004)          |
| Гана               | 1-ше місце в групі F | 30.11.18          | 22-га             | 2017           | Переможець (1963, 1965, 1978, 1982)                   |
| Ангола             | 1-ше місце в групі I | 22.03.19          | 8-ма              | 2013           | Чвертьфінал (2008, 2010)                              |
| Бурунді            | 2-ге місце в групі C | 23.03.19          | 1-ша              | Дебют          | Дебют                                                 |
| Камерун            | 2-ге місце в групі B | 23.03.19          | 19-та             | 2017           | Переможець (1984, 1988, 2000, 2002, 2017)             |
| Гвінея-Бісау       | 1-ше місце в групі K | 23.03.19          | 2-га              | 2017           | Груповий етап (2017)                                  |
| Намібія            | 2-ге місце в групі K | 23.03.19          | 3-тя              | 2008           | Груповий етап (1998, 2008)                            |
| Зімбабве           | 1-ше місце в групі G | 24.03.19          | 4-та              | 2017           | Груповий етап (2004, 2006, 2017)                      |
| ДР Конго           | 2-ге місце в групі G | 24.03.19          | 19-та             | 2017           | Переможець (1968, 1974)                               |
| Бенін              | 2-ге місце в групі D | 24.03.19          | 4-та              | 2010           | Груповий етап (2004, 2008, 2010)                      |
| Танзанія           | 2-ге місце в групі L | 24.03.19          | 2-га              | 1980           | Груповий етап (1980)                                  |
| ПАР                | 2-ге місце в групі E | 24.03.19          | 10-та             | 2015           | Переможець (1996)                                     |

## Стадіони
17 лютого 2019 року було заявлено, що буде використано шість стадіонів — Міжнародний стадіон та стадіон 30 червня у Каїрі, Александрійський стадіон в Александрії, стадіон Суец у Суеці, стадіон Ісмаїлія в Ісмаїлії та стадіон Аль-Масрі в Порт-Саїді.
Однак 13 березня 2019 року стадіон Аль-Масрі в Порт-Саїді був замінений на стадіон Аль-Салам в Каїрі після виявлення проблеми з однією з основних трибун стадіону.
| Каїр                           | Каїр              | Каїр               |
| ------------------------------ | ----------------- | ------------------ |
| Каїрський міжнародний стадіон  | Стадіон 30 червня | Стадіон Аль-Салам  |
| Вміщує: 74,100                 | Вміщує: 30,000    | Вміщує: 30,000     |
|                                |                   |                    |
| Каїр Александрія Ісмаїлія Суец |                   |                    |
| Александрія                    | Суец              | Ісмаїлія           |
| Стадіон «Александрія»          | Стадіон «Суец»    | Стадіон «Ісмаїлія» |
| Вміщує: 19 676                 | Вміщує: 27 000    | Вміщує: 18 525     |
|                                |                   |                    |

## Жеребкування
Жеребкування відбулося 12 квітня 2019 перед сфінксами та пірамідами в Гізі, Єгипет. 24 команди були розбиті на шість груп по чотири команди.
Процедура жеребкування була схвалена Виконавчим комітетом КАФ 11 квітня 2019 року. Для розіграшу команди були розподілені на чотири кошика на основі рейтингу ФІФА від 11 квітня 2019 року (показано в дужках). Господарі і чемпіони були автоматично поміщені в кошик 1.
| Кошик 1 | Кошик 2                                                                             | Кошик 3                                                                                 | Кошик 4                                                                                             |
| --- | ----------------------------------------------------------------------------------- | --------------------------------------------------------------------------------------- | --------------------------------------------------------------------------------------------------- |
| Єгипет (57) (господарі) · Камерун (54) (чемпіони) · Сенегал (23) · Туніс (28) · Нігерія (42) · Марокко (45) | ДР Конго (46) · Гана (49) · Малі (65) · Кот-д'Івуар (65) · Гвінея (68) · Алжир (70) | ПАР (73) · Уганда (79) · Бенін (91) · Мавританія (103) · Мадагаскар (107) · Кенія (108) | Зімбабве (110) · Намібія (113) · Гвінея-Бісау (118) · Ангола (122) · Танзанія (131) · Бурунді (136) |

## Груповий етап
Перші дві команди кожної групи, разом з найкращими чотирма третіми командами, переходять до 1/8 фіналу.
Команди класифікуються відповідно до набраних балів (3 бали за перемогу, 1 бал за нічию, 0 балів за поразку), і якщо набрали однаково балів, застосовуються наступні критерії у порядку, визначеному для визначення рейтингу (Правила Стаття 74):
1. Очки в матчах між претендентами;
2. Різниця м'ячів в матчах між претендентами;
3. Забиті голи в матчах між претендентами;
4. Різниця м'ячів у всіх матчах групи;
5. Забиті голи у всіх матчах групи;
6. Жеребкування.

### Група A
| Поз | Команда    | І | В | Н | П | ГЗ | ГП | РГ | О | Кваліфікація            |
| --- | ---------- | - | - | - | - | -- | -- | -- | - | ----------------------- |
| 1   | Єгипет (H) | 3 | 3 | 0 | 0 | 5  | 0  | +5 | 9 | Кваліфікація до плей-оф |
| 2   | Уганда     | 3 | 1 | 1 | 1 | 3  | 3  | 0  | 4 | Кваліфікація до плей-оф |
| 3   | ДР Конго   | 3 | 1 | 0 | 2 | 4  | 4  | 0  | 3 | Кваліфікація до плей-оф |
| 4   | Зімбабве   | 3 | 0 | 1 | 2 | 1  | 6  | −5 | 1 |                         |

### Група B
| Поз | Команда    | І | В | Н | П | ГЗ | ГП | РГ | О | Кваліфікація            |
| --- | ---------- | - | - | - | - | -- | -- | -- | - | ----------------------- |
| 1   | Мадагаскар | 3 | 2 | 1 | 0 | 5  | 2  | +3 | 7 | Кваліфікація до плей-оф |
| 2   | Нігерія    | 3 | 2 | 0 | 1 | 2  | 2  | 0  | 6 | Кваліфікація до плей-оф |
| 3   | Гвінея     | 3 | 1 | 1 | 1 | 4  | 3  | +1 | 4 | Кваліфікація до плей-оф |
| 4   | Бурунді    | 3 | 0 | 0 | 3 | 0  | 4  | −4 | 0 |                         |

### Група C
| Поз | Команда  | І | В | Н | П | ГЗ | ГП | РГ | О | Кваліфікація            |
| --- | -------- | - | - | - | - | -- | -- | -- | - | ----------------------- |
| 1   | Алжир    | 3 | 3 | 0 | 0 | 6  | 0  | +6 | 9 | Кваліфікація до плей-оф |
| 2   | Сенегал  | 3 | 2 | 0 | 1 | 5  | 1  | +4 | 6 | Кваліфікація до плей-оф |
| 3   | Кенія    | 3 | 1 | 0 | 2 | 3  | 7  | −4 | 3 |                         |
| 4   | Танзанія | 3 | 0 | 0 | 3 | 2  | 8  | −6 | 0 |                         |

### Група D
| Поз | Команда     | І | В | Н | П | ГЗ | ГП | РГ | О | Кваліфікація            |
| --- | ----------- | - | - | - | - | -- | -- | -- | - | ----------------------- |
| 1   | Марокко     | 3 | 3 | 0 | 0 | 3  | 0  | +3 | 9 | Кваліфікація до плей-оф |
| 2   | Кот-д'Івуар | 3 | 2 | 0 | 1 | 5  | 2  | +3 | 6 | Кваліфікація до плей-оф |
| 3   | ПАР         | 3 | 1 | 0 | 2 | 1  | 2  | −1 | 3 | Кваліфікація до плей-оф |
| 4   | Намібія     | 3 | 0 | 0 | 3 | 1  | 6  | −5 | 0 |                         |

### Група E
| Поз | Команда    | І | В | Н | П | ГЗ | ГП | РГ | О | Кваліфікація            |
| --- | ---------- | - | - | - | - | -- | -- | -- | - | ----------------------- |
| 1   | Малі       | 3 | 2 | 1 | 0 | 6  | 2  | +4 | 7 | Кваліфікація до плей-оф |
| 2   | Туніс      | 3 | 0 | 3 | 0 | 2  | 2  | 0  | 3 | Кваліфікація до плей-оф |
| 3   | Ангола     | 3 | 0 | 2 | 1 | 1  | 2  | −1 | 2 |                         |
| 4   | Мавританія | 3 | 0 | 2 | 1 | 1  | 4  | −3 | 2 |                         |

### Група F
| Поз | Команда      | І | В | Н | П | ГЗ | ГП | РГ | О | Кваліфікація            |
| --- | ------------ | - | - | - | - | -- | -- | -- | - | ----------------------- |
| 1   | Гана         | 3 | 1 | 2 | 0 | 4  | 2  | +2 | 5 | Кваліфікація до плей-оф |
| 2   | Камерун      | 3 | 1 | 2 | 0 | 2  | 0  | +2 | 5 | Кваліфікація до плей-оф |
| 3   | Бенін        | 3 | 0 | 3 | 0 | 2  | 2  | 0  | 3 | Кваліфікація до плей-оф |
| 4   | Гвінея-Бісау | 3 | 0 | 1 | 2 | 0  | 4  | −4 | 1 |                         |

### Рейтинг третіх місць
| Поз | Груп | Команда  | І | В | Н | П | ГЗ | ГП | РГ | О | Кваліфікація            |
| --- | ---- | -------- | - | - | - | - | -- | -- | -- | - | ----------------------- |
| 1   | B    | Гвінея   | 3 | 1 | 1 | 1 | 4  | 3  | +1 | 4 | Кваліфікація до плей-оф |
| 2   | A    | ДР Конго | 3 | 1 | 0 | 2 | 4  | 4  | 0  | 3 | Кваліфікація до плей-оф |
| 3   | F    | Бенін    | 3 | 0 | 3 | 0 | 2  | 2  | 0  | 3 | Кваліфікація до плей-оф |
| 4   | D    | ПАР      | 3 | 1 | 0 | 2 | 1  | 2  | −1 | 3 | Кваліфікація до плей-оф |
| 5   | C    | Кенія    | 3 | 1 | 0 | 2 | 3  | 7  | −4 | 3 |                         |
| 6   | E    | Ангола   | 3 | 0 | 2 | 1 | 1  | 2  | −1 | 2 |                         |

## Плей-оф
В плей-оф використовуються додатковий час та серія пенальті для визначення переможця, якщо це потребується, крім матчу за третє місце, де відбувається одразу серія пенальті без додаткового часу.
|  | 1/8 фіналу                   | 1/8 фіналу                    |                               |       | Чвертьфінали        | Чвертьфінали        |                             |                             | Півфінали | Півфінали |  |  | Фінал | Фінал |
|  |                              |                               |                               |       |                     |                     |                             |                             |           |           |  |  |       |       |
|  | 5 липня – Каїр (Міжнародний) |                               |                               |       |                     |                     |                             |                             |           |           |  |  |       |       |
|  |                              |                               |                               |       |                     |                     |                             |                             |           |           |  |  |       |       |
|  | Уганда                       | 0                             |                               |       |                     |                     |                             |                             |           |           |  |  |       |       |
|  | Уганда                       | 0                             | 10 липня – Каїр (30 червня)   |       |                     |                     |                             |                             |           |           |  |  |       |       |
|  | Сенегал                      | 1                             |                               |       |                     |                     |                             |                             |           |           |  |  |       |       |
|  | Сенегал                      | 1                             | Сенегал                       | 1     |                     |                     |                             |                             |           |           |  |  |       |       |
|  | 5 липня – Каїр (Аль-Салам)   |                               | Сенегал                       | 1     |                     |                     |                             |                             |           |           |  |  |       |       |
|  |                              | Бенін                         | 0                             |       |                     |                     |                             |                             |           |           |  |  |       |       |
|  | Марокко                      | Бенін                         | 0                             | 1 (1) |                     |                     |                             |                             |           |           |  |  |       |       |
|  | Марокко                      |                               | 14 липня – Каїр (30 червня)   | 1 (1) |                     |                     |                             |                             |           |           |  |  |       |       |
|  | Бенін (пен. )                | 1 (4)                         |                               |       |                     |                     |                             |                             |           |           |  |  |       |       |
|  | Бенін (пен. )                | 1 (4)                         | Сенегал (дч)                  | 1     |                     |                     |                             |                             |           |           |  |  |       |       |
|  | 7 липня – Александрія        |                               | Сенегал (дч)                  | 1     |                     |                     |                             |                             |           |           |  |  |       |       |
|  |                              | Туніс                         | 0                             |       |                     |                     |                             |                             |           |           |  |  |       |       |
|  | Мадагаскар (пен. )           | Туніс                         | 0                             | 2 (4) |                     |                     |                             |                             |           |           |  |  |       |       |
|  | Мадагаскар (пен. )           | 11 липня – Каїр (Аль-Салам)   |                               | 2 (4) |                     |                     |                             |                             |           |           |  |  |       |       |
|  | ДР Конго                     | 2 (2)                         |                               |       |                     |                     |                             |                             |           |           |  |  |       |       |
|  | ДР Конго                     | 2 (2)                         | Мадагаскар                    | 0     |                     |                     |                             |                             |           |           |  |  |       |       |
|  | 8 липня – Ісмаїлія           |                               | Мадагаскар                    | 0     |                     |                     |                             |                             |           |           |  |  |       |       |
|  |                              | Туніс                         | 3                             |       |                     |                     |                             |                             |           |           |  |  |       |       |
|  | Гана                         | Туніс                         | 3                             | 1 (4) |                     |                     |                             |                             |           |           |  |  |       |       |
|  | Гана                         |                               | 19 липня – Каїр (Міжнародний) | 1 (4) |                     |                     |                             |                             |           |           |  |  |       |       |
|  | Туніс (пен. )                | 1 (5)                         |                               |       |                     |                     |                             |                             |           |           |  |  |       |       |
|  | Туніс (пен. )                | 1 (5)                         | Сенегал                       | 0     |                     |                     |                             |                             |           |           |  |  |       |       |
|  | 8 липня – Суец               |                               | Сенегал                       | 0     |                     |                     |                             |                             |           |           |  |  |       |       |
|  |                              | Алжир                         | 1                             |       |                     |                     |                             |                             |           |           |  |  |       |       |
|  | Малі                         | Алжир                         | 1                             | 0     |                     |                     |                             |                             |           |           |  |  |       |       |
|  | Малі                         | 11 липня – Суец               |                               | 0     |                     |                     |                             |                             |           |           |  |  |       |       |
|  | Кот-д'Івуар                  | 1                             |                               |       |                     |                     |                             |                             |           |           |  |  |       |       |
|  | Кот-д'Івуар                  | 1                             | Кот-д'Івуар                   | 1 (3) |                     |                     |                             |                             |           |           |  |  |       |       |
|  | 7 липня – Каїр (30 червня)   |                               | Кот-д'Івуар                   | 1 (3) |                     |                     |                             |                             |           |           |  |  |       |       |
|  |                              | Алжир (пен. )                 | 1 (4)                         |       |                     |                     |                             |                             |           |           |  |  |       |       |
|  | Алжир                        | Алжир (пен. )                 | 1 (4)                         | 3     |                     |                     |                             |                             |           |           |  |  |       |       |
|  | Алжир                        |                               | 14 липня – Каїр (Міжнародний) | 3     |                     |                     |                             |                             |           |           |  |  |       |       |
|  | Гвінея                       | 0                             |                               |       |                     |                     |                             |                             |           |           |  |  |       |       |
|  | Гвінея                       | 0                             | Алжир                         | 2     |                     |                     |                             |                             |           |           |  |  |       |       |
|  | 6 липня – Александрія        |                               | Алжир                         | 2     |                     |                     |                             |                             |           |           |  |  |       |       |
|  |                              | Нігерія                       | 1                             |       | Матч за третє місце | Матч за третє місце |                             |                             |           |           |  |  |       |       |
|  | Нігерія                      | Нігерія                       | 1                             | 3     | Матч за третє місце | Матч за третє місце |                             |                             |           |           |  |  |       |       |
|  | Нігерія                      | 10 липня – Каїр (Міжнародний) | 10 липня – Каїр (Міжнародний) | 3     |                     |                     | 17 липня – Каїр (Аль-Салам) | 17 липня – Каїр (Аль-Салам) |           |           |  |  |       |       |
|  | Камерун                      | 10 липня – Каїр (Міжнародний) | 10 липня – Каїр (Міжнародний) | 2     |                     |                     | 17 липня – Каїр (Аль-Салам) | 17 липня – Каїр (Аль-Салам) |           |           |  |  |       |       |
|  | Камерун                      | Нігерія                       | 2                             | 2     | Туніс               | 0                   |                             |                             |           |           |  |  |       |       |
|  | 6 липня – Каїр (Міжнародний) | Нігерія                       | 2                             |       | Туніс               | 0                   |                             |                             |           |           |  |  |       |       |
|  |                              | ПАР                           | 1                             |       | Нігерія             | 1                   |                             |                             |           |           |  |  |       |       |
|  | Єгипет                       | ПАР                           | 1                             | 0     | Нігерія             | 1                   |                             |                             |           |           |  |  |       |       |
|  | Єгипет                       |                               |                               | 0     |                     |                     |                             |                             |           |           |  |  |       |       |
|  | ПАР                          | 1                             |                               |       |                     |                     |                             |                             |           |           |  |  |       |       |
|  | ПАР                          | 1                             |                               |       |                     |                     |                             |                             |           |           |  |  |       |       |

### 1/8 фіналу
| 5 липня 2019 18:00 |

| Марокко       | 1 – 1 (дч) | Бенін      |
| ------------- | ---------- | ---------- |
| Ен-Несірі 76' | CAF        | Аділеу‎ 53' |

| Стадіон Аль-Салам Глядачів: 7,500 Арбітр: Елдер Мартінш де Карвалью (Ангола) |

|                             |       | Пенальті                        |  |
| Ідріссі · Буфал · Ен-Несірі | 1 – 4 | Вердон · Джигла · Анаан · Сейбу |  |

| 5 липня 2019 21:00 |

| Уганда | 0 – 1 | Сенегал  |
| ------ | ----- | -------- |
|        | CAF   | Мане 15' |

| Каїрський міжнародний стадіон Глядачів: 6,950 Арбітр: Мустафа Горбаль (Алжир) |

| 6 липня 2019 18:00 |

| Нігерія                  | 3 – 2 | Камерун              |
| ------------------------ | ----- | -------------------- |
| Іггало 19' 63' Івобі 66' | CAF   | Баокен‎ 41' Н'Жьє 44' |

| Стадіон «Александрія» Глядачів: 10,000 Арбітр: Джошуа Бондо (Ботсвана) |

| 6 липня 2019 21:00 |

| Єгипет | 0 – 1 | ПАР      |
| ------ | ----- | -------- |
|        | CAF   | Лорч 85' |

| Каїрський міжнародний стадіон Глядачів: 75,000 Арбітр: Ерік Отого-Кастань (Габон) |

| 7 липня 2019 18:00 |

| Мадагаскар               | 2 – 2 (дч) | ДР Конго               |
| ------------------------ | ---------- | ---------------------- |
| Амада 9' Андріатсіма 77' | CAF        | Бакамбу 21' Мбемба 90' |

| Стадіон «Александрія» Глядачів: 5,890 Арбітр: Нуреддін Ель-Джаафарі (Марокко) |

|                                   |       | Пенальті                            |  |
| Амада · Метанір · Фонтен · Момбрі | 4 – 2 | Тіссеран · Бакамбу · Мпоку · Боласі |  |

| 7 липня 2019 21:00 |

| Алжир                          | 3 – 0 | Гвінея |
| ------------------------------ | ----- | ------ |
| Белаїлі 24' Марез 57' Унас 82' | CAF   |        |

| Стадіон 30 червня Глядачів: 8,205 Арбітр: Бернард Каміль (Сейшельські острови) |

| 8 липня 2019 18:00 |

| Малі | 0 – 1 | Кот-д'Івуар |
| ---- | ----- | ----------- |
|      | CAF   | Заха 76'    |

| Стадіон «Суец» Глядачів: 7,672 Арбітр: Янні Сіказве (Замбія) |

| 8 липня 2019 21:00 |

| Гана             | 1 – 1 (дч) | Туніс       |
| ---------------- | ---------- | ----------- |
| Бедуї 90+2' (аг) | CAF        | Хеніссі 73' |

| Стадіон «Ісмаїлія» Глядачів: 8,890 Арбітр: Віктор Гомес (ПАР) |

|                                               |       | Пенальті                               |  |
| Вакасо · Дж. Аю · Екубан · Агбеньєну · Партей | 4 – 5 | Сліті · Хазрі · Бронн · Меріах · Сассі |  |

### Чвертьфінали
| 10 липня 2019 18:00 |

| Сенегал    | 1 – 0 | Бенін |
| ---------- | ----- | ----- |
| І. Гує 70' | CAF   |       |

| Стадіон 30 червня Глядачів: 5,798 Арбітр: Мустафа Горбаль (Алжир) |

| 10 липня 2019 21:00 |

| Нігерія                      | 2 – 1 | ПАР       |
| ---------------------------- | ----- | --------- |
| Чуквуезе 27' Трост-Еконг 89' | CAF   | Зунгу 71' |

| Каїрський міжнародний стадіон Глядачів: 48,343 Арбітр: Редуан Жийєд (Марокко) |

| 11 липня 2019 18:00 |

| Кот-д'Івуар | 1 – 1 (дч) | Алжир      |
| ----------- | ---------- | ---------- |
| Кодж'я 62'  | CAF        | Фегулі 20' |

| Стадіон «Суец» Глядачів: 8,233 Арбітр: Бамлак Тессема Веєса (Ефіопія) |

|                                       |       | Пенальті                                      |  |
| Кесс'є · Корне · Боні · Градель · Д'є | 3 – 4 | Бенсебаїні · Слімані · Делор · Унас · Белаїлі |  |

| 11 липня 2019 21:00 |

| Мадагаскар | 0 – 3 | Туніс                            |
| ---------- | ----- | -------------------------------- |
|            | CAF   | Сассі 52' Мсакні 60' Сліті 90+3' |

| Стадіон Аль-Салам Глядачів: 7,568 Арбітр: Сіді Аліум (Камерун) |

### Півфінали
| 14 липня 2019 18:00 |

| Сенегал         | 1 – 0 (дч) | Туніс |
| --------------- | ---------- | ----- |
| Бронн 100' (аг) | CAF        |       |

| Стадіон 30 червня Глядачів: 9,143 Арбітр: Бамлак Тессема Веєса (Ефіопія) |

| 14 липня 2019 21:00 |

| Алжир                            | 2 – 1 | Нігерія           |
| -------------------------------- | ----- | ----------------- |
| Трост-Еконг 40' (аг) Марез 90+5' | CAF   | Іггало 72' (пен.) |

| Каїрський міжнародний стадіон Глядачів: 49,775 Арбітр: Бакарі Гассама (Гамбія) |

### Матч за третє місце
| 17 липня 2019 22:00 |

| Туніс | 0 – 1 | Нігерія   |
| ----- | ----- | --------- |
|       | CAF   | Іггало 3' |

| Стадіон Аль-Салам Арбітр: Гехад Гріша (Єгипет) |

### Фінал
| 19 липня 2019 |

| Сенегал | 0 – 1 | Алжир       |
| ------- | ----- | ----------- |
|         | CAF   | Бунеджах 2' |

| Каїрський міжнародний стадіон Арбітр: Сіді Аліум (Камерун) |

## Бомбардири
Протягом турніру було забито  102 голів у 52 матчах, з середнім показником 1.96 голів за матч.
5 голів
- Одіон Іггало

3 голи
- Ріяд Марез
- Адам Унас
- Седрік Бакамбу
- Садіо Мане

2 голи
- Юсеф Белаїлі
- Багдад Бунеджах
- Мікаель Поте
- Стефан Баокен
- Ахмед Ель-Мохаммаді
- Мохаммед Салах
- Джордан Аю
- Мохамед Яттара
- Джонатан Кодж'я
- Вільфрід Заа
- Майкл Олунга
- Каролюс Андріаматсіноро
- Юссеф Ен-Несірі
- Бонгані Зунгу
- Юссеф Мсакні
- Еммануель Окві

1 гол
- Соф'ян Фегулі
- Іслам Слімані
- Джалма
- Моїз Аділеу
- Клінтон Н'Жьє
- Яя Банана
- Бріт Ассомбалонга
- Жонатан Болінгі
- Шансель Мбемба Мангулу
- Трезеге
- Андре Аю
- Томас Партей
- Сорі Каба
- Франсуа Камано
- Максвел Корне
- Сере Д'є
- Макс Градель
- Йоганна Омоло
- Анісе Андріанантенайна
- Ібрагім Амада
- Фанева Іма Андріатсіма
- Марко Ілаймахарітра
- Лалайна Номенджанарі
- Абдулай Діабі
- Амаду Айдара
- Мусса Марега
- Діаді Самассеку
- Адама Траоре I
- Адама Траоре II
- Моктар Сіді Ель Хасен
- Мбарк Буссуфа
- Джослин Каматука
- Самуель Чуквуезе
- Алекс Івобі
- Кеннет Омеруо
- Вільям Трост-Еконг
- Кейта Бальде
- Крепен Діатта
- Ідрісса Гує
- Ісмаїла Сарр
- Тембінкосі Лорч
- Саймон Мсува
- Мбвана Самата
- Вагбі Хазрі
- Таха Яссін Хеніссі
- Ферджані Сассі
- Наїм Сліті
- Патрік Кадду
- Хама Білліат

1 автогол
- Ітамунуа Кеймуїне (проти Марокко)
- Вільям Трост-Еконг (проти Алжиру)
- Рамі Бедуї (проти Гани)
- Дилан Бронн (проти Сенегалу)

## Нагороди
По завершенні турніру були присуджені наступні нагороди:
| Ісмаель Беннасер                         |
| Найкращий бомбардир                      |
| Одіон Іггало (5 голів)                   |
| Найкращий воротар                        |
| Раїс М'Болі (2 пропущені голи у 7 іграх) |
| Найкращий молодий гравець                |
| Ісмаель Беннасер                         |
| Найкращі асистенти                       |
| Ісмаель Беннасер (3 передачі)            |
| Франк Кесс'є (3 передачі)                |
| Нагорода Fair Play                       |
| Сенегал                                  |

### Символічна збірна турніру
| Воротар     | Захисники                                               | Півзахисники                               | Нападники                          |
| ----------- | ------------------------------------------------------- | ------------------------------------------ | ---------------------------------- |
| Раїс М'Болі | Каліду Кулібалі Яссін Меріах Ламін Гассама Юссуф Сабалі | Ідрісса Гує Адлен Ґедіура Ісмаель Беннасер | Одіон Іггало Садіо Мане Ріяд Марез |